# Edward Herbert, 1. baron Herbert af Cherbury
Edward Herbert, 1st Baron Herbert of Cherbury (født 3. marts 1583, død 20. august 1648) var en britisk soldat, diplomat, historiker, digter og religiøs filosof.
Han var ældste søn af Richard Herbert af Montgomery Castle, og Magdalen, datter af sir Richard Newport, og bror til digteren George Herbert. Han blev født i Eyton-on-Severn i nærheden Wroxeter. Efter at være undervist hjemme matrikuleredes han på University College i Oxford i maj 1596. 
1608 rejste han til Paris, hvor han nød godt af sit venskab med Henri Ier de Montmorency og mødte Henrik 4. af Frankrig. I 1610 meldte han sig som frivillig til hæren i Nederlandene under Prinsen af Orange og blev hans ven. 
Mellem 1619 og 1621 var han Englands ambassadør i Paris. 
I 1632 blev han medlem af det engelske krigsåd. Han opvartede kongen i York 1639, og i maj 1642 blev han fængslet af parlamentet for at have opfordret til at tilføje ordene "uden grund" til resolutionen, der hævdede at kongen brød sin ed ved at føre krig mod parlamentet. Han holdt sig nu væk fra konflikten mellem konge og parlament og trak sig tilbage til Montgomery Castle, hvor han afslog kongens kald. Den 5. september 1644 overgav han slottet til parlamentets tropper og vendte tilbage til London hvor han underkastede sig parlamentets nåde. Her blev han tildelt en pension på £20 om ugen. I 1647 besøgte han Pierre Gassendi i Paris og døde i London sommeren efter og blev begravet i kirken St Giles's in the Fields.
Lord Herbets berømmelse skyldes benævnelsen "deismens fader": han regnes som den første engelske deistiske filosof. . 
Herbets mest kendte værk er De veritate, prout distinguitur a revelatione, a verisimili, a possibili, et a falso ("Om sandheden som adskilt fra åbenbaringen, den sandsynlige, den mulige og den falske") (Paris, 1624; London, 1633; oversat til fransk i 1639 og til engelsk i 1937). Værket kombinerer videnskabsteorien med delvis psykologi, en metodologi for at udforske sandheden og en teori om den naturlige religion.